# Sturnella militaris
Sturnella militaris là một loài chim trong họ Icteridae.